# Río Talegones
Río Talegones är ett vattendrag i Spanien. Det ligger i den centrala delen av landet, 140 km nordost om huvudstaden Madrid.